# كزارينا كونلان
كزارينا كونلان (1871 - 1958)، مسؤولة أرشيفية ومُقيّمة في متحف من قبيلة تشوكتو-تشيكاسو. عملت في متحف أوكلاهوما التاريخي لمدة 24 عامًا. أسست أول نادٍ نسائي في الإقليم الهندي وعملت كرئيسة للجنة الرفاهية الهندية في أوكلاهوما لاتحاد ولاية أوكلاهوما للأندية النسائية لمدة 12 عامًا. كانت أول امرأة تُنتَخب للعمل في مجلس إدارة مدرسة في الولاية. على الرغم من أن المدعي العام في أوكلاهوما حكم أنها لا تستطيع الخدمة، إلا أنها تحدت الأمر وأكملت فترة عامين في مجلس مدرسة ليندسي.
عام 1928، عُيّنت من قبل جمعية مكونة من 400-500 من أفراد قبيلة التشوكتو والتشيكاسو من جميع أنحاء أوكلاهوما لترأس مؤتمرهم ثم لتمثيل مصالحهم في واشنطن العاصمة بشأن مشروع قانون الفحم وموارد الأسفلت. كانت هذه هي المرة الأولى التي تُرسَل فيها امرأة كممثلة لقبيلتها في واشنطن.

## حياتها المبكرة
ولدت مادلين كزارينا كولبير في 14 يناير 1871 في كولبير، في إقليم تشيكاسو في الإقليم الهندي لوالديها أثينيوس وجيمس ألين كولبير. التحقت كولبير بمدارس تشيكاساو المحلية لبضع سنوات قبل الذهاب إلى مدرسة الدير، أكاديمية سانت كزافييه، في دينيسون، تكساس. درست في كلية بيرد في كلينتون بولاية ميسوري، ثم عملت بشكل إضافي في كلية ماري بالدوين في ستونتون، فيرجينيا في عام 1889. تزوجت من مايكل كونلان في 6 نوفمبر 1894 في أتوكا، في إقليم تشوكتاو، الإقليم الهندي. أنجبا طفلة، لوتي.

## حياتها المهنية
في عام 1896، نظمت كونلان نادي الرواد في أتوكا، وهو أول ناد نسائي في الإقليم الهندي. في عام 1898، عندما قررت أندية أوكلاهوما النسائية أن تتحد معًا باسم اتحاد النوادي النسائية لأوكلاهوما والأقاليم الهندية، انضمت مجموعة كونلان إلى الاتحاد. في عام 1899، كانت المندوبة الوحيدة من الإقليم الهندي لحضور مؤتمر الاتحاد العام للأندية النسائية في لوس أنجلوس.
عملت كونلان لمدة اثني عشر عامًا كرئيسة للجنة الرفاهية الهندية في أوكلاهوما التابعة لاتحاد ولاية أوكلاهوما للأندية النسائية. كانت اللجنة مهتمة في المقام الأول بالقضايا الصحية للمرأة: فقد نظموا دروسًا في النظافة في المدارس الهندية واستشاروا في قضايا الأمومة. في عام 1926، أعدت المنظمة، بتوجيه من كونلان، فهرسًا للمساهمات الثقافية الأمريكية الأصلية.
كانت كونلان أحد أبرز المدافعين عن حق المرأة في التصويت في أوكلاهوما. قامت بتأليف قرار للمؤتمر الوطني الذي عقد في بوسطن عام 1908 للنساء للضغط على المجالس التشريعية في الولايات للسماح للنساء بالعمل في مجالس المدارس إذا لم يحظر القانون ذلك. كانت كونلان أول امرأة تعمل في مجلس إدارة مدرسة في أوكلاهوما، بعد أن انتُخبت لمنصب في مجلس مدرسة ليندسي قبل عقد من منح المرأة حق التصويت. على الرغم من انتخابها في عام 1909، حكم المدعي العام للولاية بأنها لا تستطيع الخدمة. حشدت كونلان نساء أخريات في تحدٍ لأمره لمدة عامين. ترشحت لاحقًا لمنصب مفوض المؤسسات الخيرية والإصلاحيات في عام 1914.
في عام 1913، عملت كونلان في مشروع صندوق القرن لجمعية مساعدة السيدات في الكنيسة اللوثرية الإنجليزية الأولى في أوكلاهوما سيتي. كانت مسؤولة عن جمع العناصر من مختلف قبائل أوكلاهوما، بما في ذلك الكتب والوثائق بلغاتهم الأصلية بالإضافة إلى القطع الأثرية الثقافية.
في عام 1919، بدأت كونلان العمل كمنسقة لمجموعة الأمريكيين الأصليين في المتحف الذي تديره جمعية أوكلاهوما التاريخية. تمكنت كونلان في كثير من الأحيان من الحصول على هدايا وعناصر من أفراد القبائل لمجموعة المتحف التي ربما لا يتمكن الآخرون من الحصول عليها.  عملت جامعةً للقطع الأثرية والوثائق الأمريكية الأصلية للمتحف حتى عام 1942 عندما فُصلت من المنصب.